# Spermophilus parryii
Spermophilus parryii là một loài động vật có vú trong họ Sóc, bộ Gặm nhấm. Loài này được Richardson mô tả năm 1825. Đây là loài bản địa Bắc Cực và Cận Bắc Cực của Bắc Mỹ và Châu Á. Người dân ở Alaska, đặc biệt là xung quanh người Aleutia, gọi chúng là sóc "parka", rất có thể vì lớp da của chúng rất tốt cho việc sờn trên áo parka và quần áo. 

## Hành vi
Sóc đất Bắc Cực ban sinh hoạt ban ngày và sinh sống trên lãnh nguyên và là con mồi của cáo Bắc Cực, cáo đỏ, sói đỏ, linh miêu, gấu xám và đại bàng. Nó là một trong số ít các loài động vật Bắc Cực, cùng với họ hàng gần của chúng là macmot và dơi nâu nhỏ không liên quan, ngủ đông. Vào mùa hè, nó kiếm ăn cây, hạt và trái cây lãnh nguyên để tăng lượng mỡ trong cơ thể cho quá trình ngủ đông vào mùa đông. Vào cuối mùa hè, sóc đất Bắc Cực đực bắt đầu tích trữ thức ăn trong hang để vào mùa xuân nó sẽ có thức ăn cho đến khi thảm thực vật mới mọc lên. Các hang được lót bằng địa y, lá và lông xạ hương.
Trong quá trình ngủ đông, nhiệt độ não của nó giảm xuống mức trên mức đóng băng, thân nhiệt cốt lõi của nó đạt đến nhiệt độ xuống tới −2,9 °C và nhịp tim của nó giảm xuống khoảng một nhịp mỗi phút. Giả thuyết tốt nhất về lý do tại sao máu của sóc không bị đông lại là chúng có thể làm sạch cơ thể của chúng bằng các chất nhân băng cần thiết cho sự phát triển của các tinh thể băng. Trong trường hợp không có chất tạo nhân băng, chất lỏng trong cơ thể có thể ở trạng thái lỏng khi ở trạng thái siêu lạnh. Quá trình này đang được nghiên cứu với hy vọng rằng cơ chế hiện diện ở sóc đất Bắc Cực có thể cung cấp một con đường để bảo quản tốt hơn các bộ phận cơ thể người để cấy ghép. 

## Hình ảnh

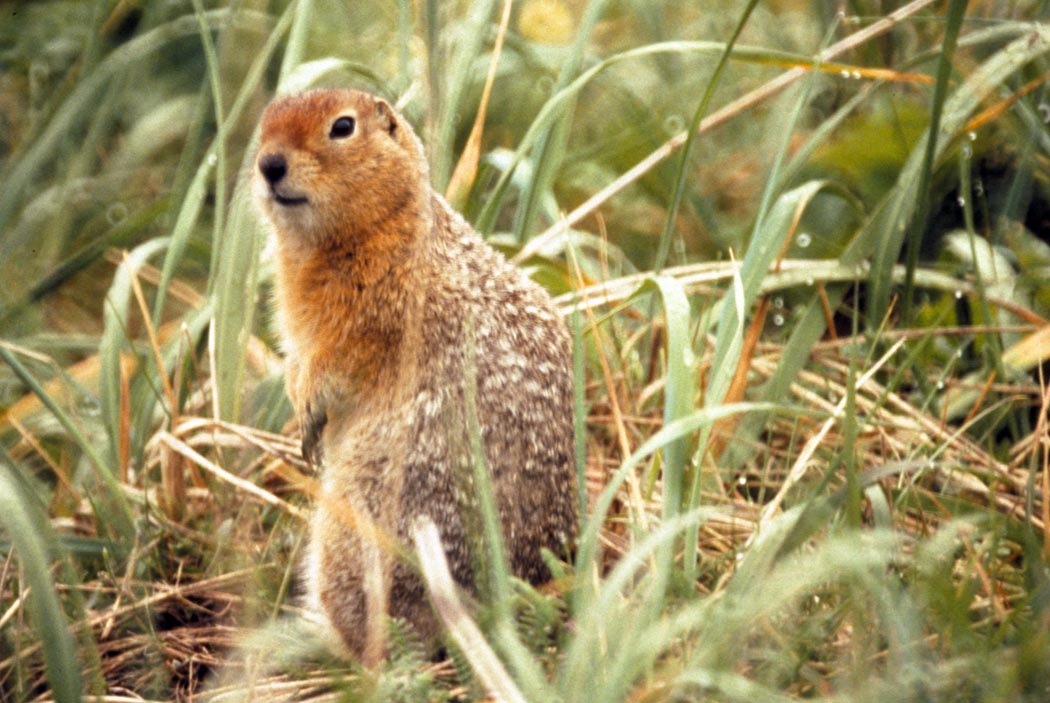
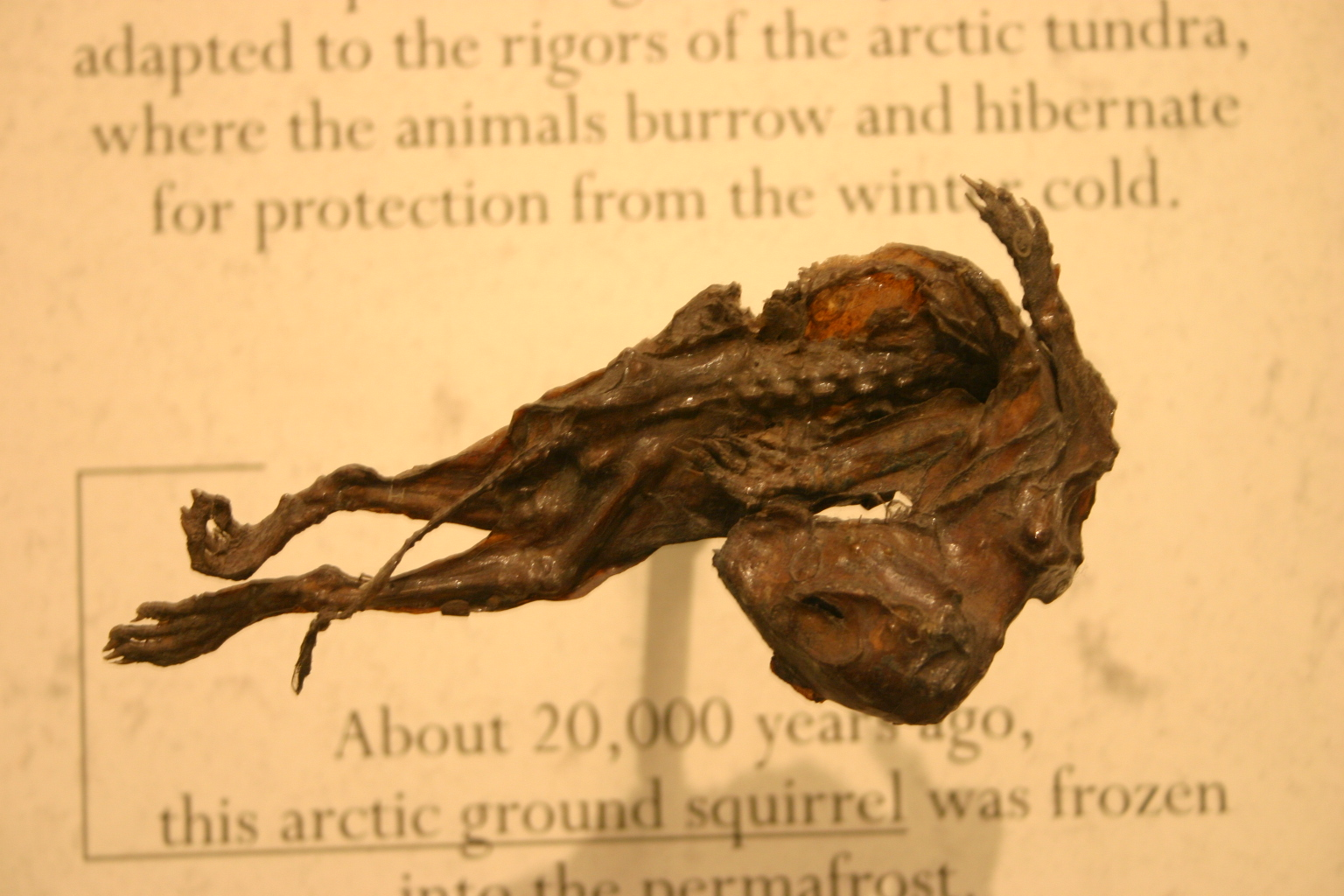
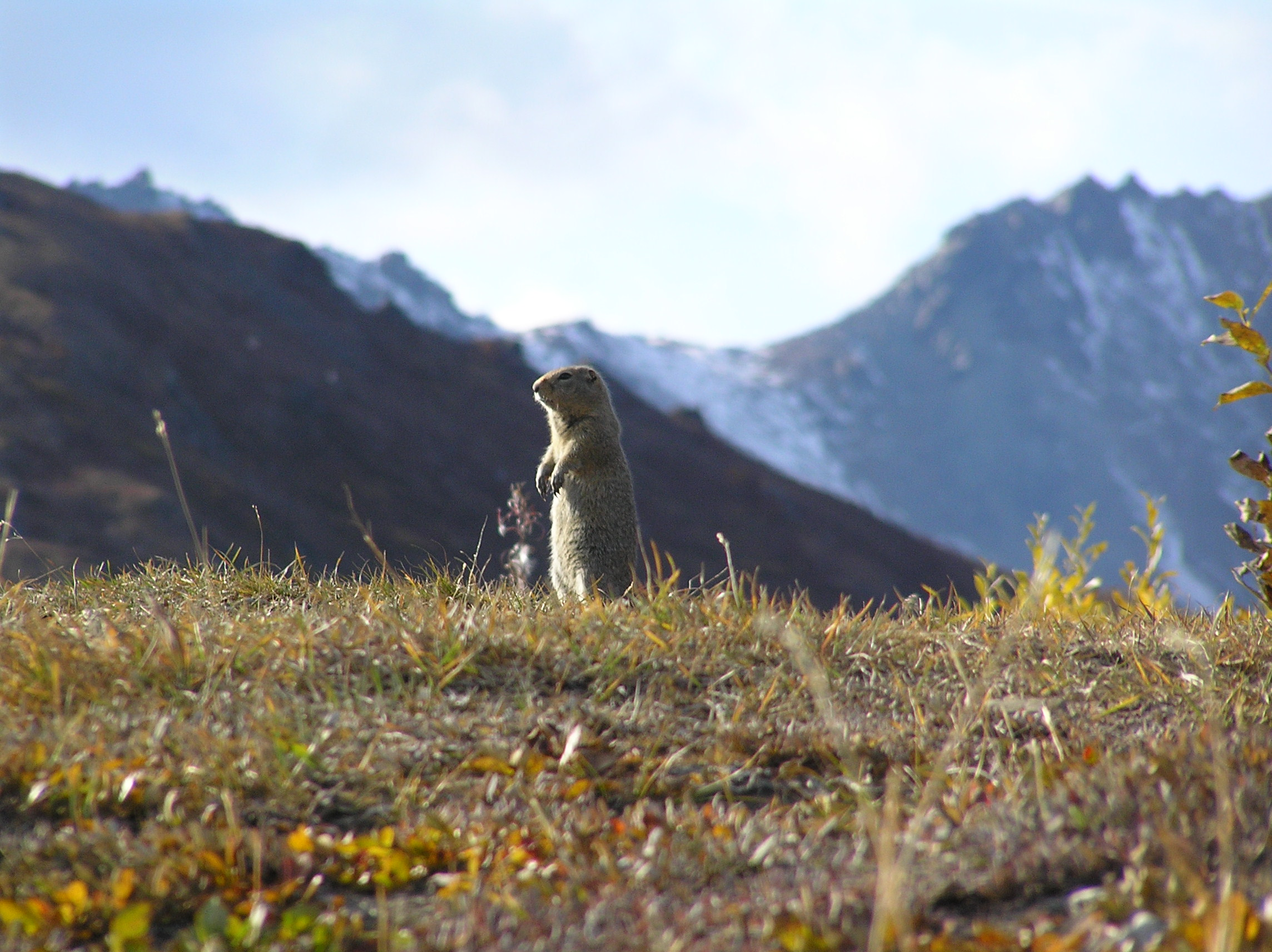
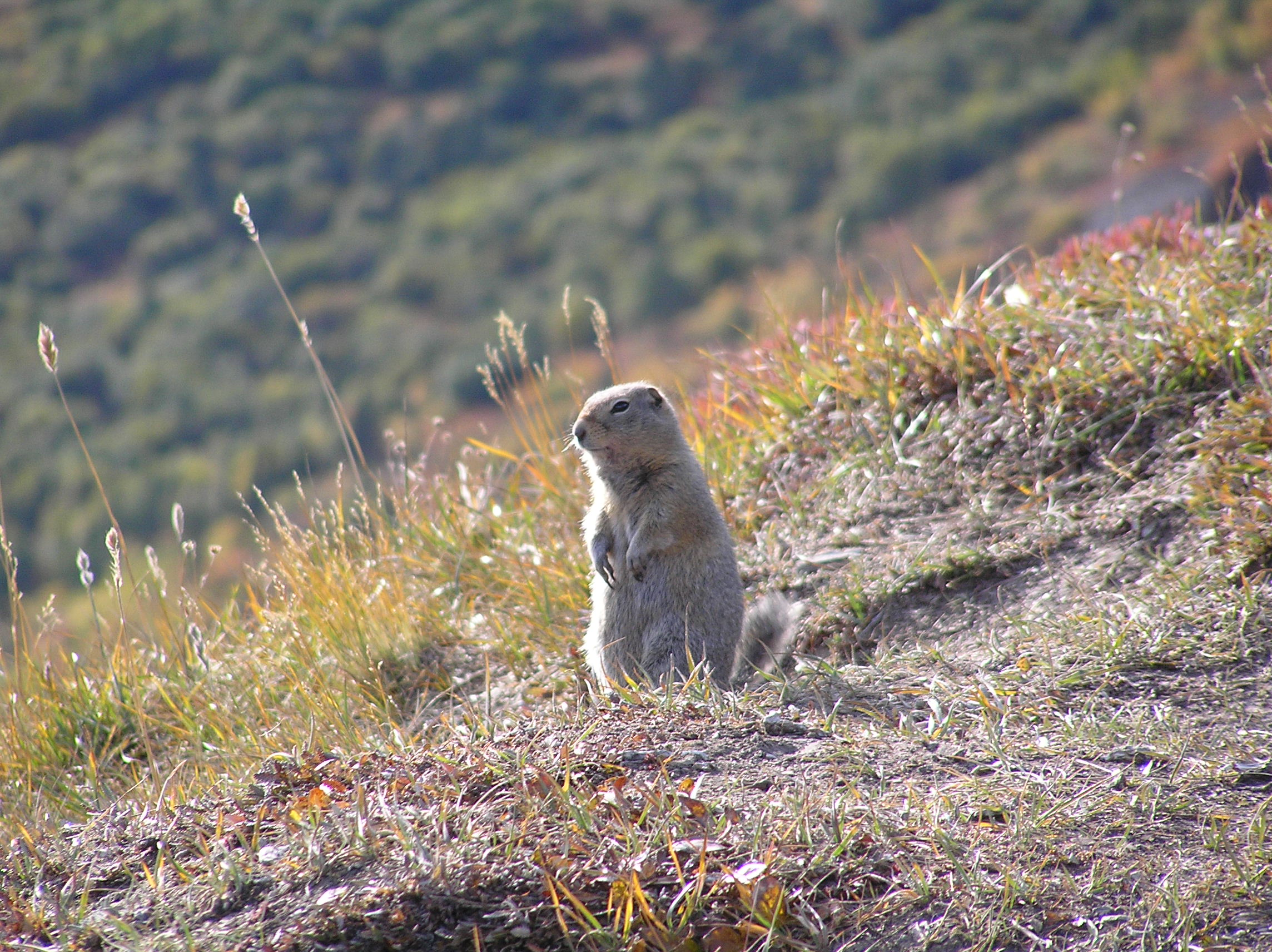